# 石坂産業
石坂産業株式会社（いしざかさんぎょう）は、埼玉県三芳町に本社をおく、廃材処理プラント、リサイクル製品製造会社である。

## 概要
石坂好男が代表取締役社長だった1967年から2001年までは建設廃棄物の中間処理業としての事業を中心としていた。平成14年に石坂好男が代表取締役会長に、娘の石坂典子が取締役社長になると企業改革としてリサイクル工場に転身、地産地消の考えで敷地内に5,000㎡の花木園（くぬぎの森）を整備し、地元住民に共有した。この活動がJHEP認証における日本で最高ランク（AAA）の認定をさせる要因となった。2011年に日立建機と共同で建設業界初となる電気駆動式油圧ショベルを使った国内クレジット制度の認定を受けた他、2014年には業界初となる国際規格7統合によるマネジメントシステムの運用を開始 した。

## 沿革
- 昭和42年7月：土砂処理業として設立
- 昭和46年9月：練馬区に有限会社石坂組を設立
- 昭和50年9月：産業廃棄物収集運搬処理業を開始
- 昭和57年3月：現在の場所に本社移転
- 昭和62年1月：商号変更（有限会社石坂組→石坂産業株式会社）
- 平成14年4月：石坂典子[3]が取締役社長に就任
- 平成15年12月：総合マネジメントシステム（ISO14001、ISO9001、OHSAS18001）取得
- 平成19年10月：情報管理保護（ISMS27001）取得
- 平成23年4月：電動重機による国内初の国内クレジット認定[4]
- 平成23年10月：エネルギーマネジメント（ISO50001）取得、国際規格5統合マネジメントシステム運用開始（ISO14001、ISO9001、ISO50001、ISMS27001、OHSAS18001）
- 平成24年2月：花木園に緑の回廊設置
- 平成24年2月：「くぬぎの森環境塾」開講
- 平成24年7月：「くぬぎの森（花木園第9,11～15）里地里山プロジェクト」がJHEP認証[5] を取得
- 平成25年3月：「おもてなし経営企業選」選定
- 平成25年3月：「体験の機会の場」認定
- 平成25年10月：事業継続マネジメント（ISO22301）取得、国際規格6統合マネジメントシステム運用開始（ISO14001、ISO9001、ISO50001、ISMS27001、OHSAS18001）
- 平成25年12月：地元地域農作物の地産地消「三富今昔村6次産業化」認定
- 平成25年12月：「事業競争力強化モデル事業」認定
- 平成25年12月：日本が世界に誇れる会社「がんばる中小企業・小規模事業者300」入選
- 平成26年1月：掃除大賞2014「掃除大賞・文部科学大臣賞」受賞
- 平成26年5月：建設廃棄物・再資源化処理方法の研究開発「イノベーション実用化ベンチャー支援事業」認定
- 平成26年10月：学習サービスマネジメント（ISO29990）取得、国際規格7統合マネジメントシステム運用開始（ISO14001、ISO9001、ISO50001、ISMS27001、OHSAS18001、ISO22301）
- 平成26年11月：やまゆり倶楽部・くぬぎの森再生プロジェクト「第3回いきものにぎわい企業活動コンテスト」入賞
- 平成26年12月：三富今昔村・三富弁当「第7回地産地消給食等メニューコンテスト　関東農政局長賞」受賞
- 平成26年12月 -「第2回 埼玉県おもてなし大賞」受賞

## メディア出演
- 「0から1を生む力」（エフエム東京）第125回放送分　ゲスト・畝本典子
- 日経スペシャル カンブリア宮殿 産廃業からリサイクル企業へ大変身！ ～絶体絶命から会社を変えた2代目女社長の格闘記～（2016年7月28日、テレビ東京）- 出演：社長 石坂典子[6]。
- 逆転人生「ヤマユリ咲き誇るゴミ処理場」（2019年7月1日放送、NHK総合テレビ）[7]

## 関連書籍
- 『絶体絶命でも世界一愛される会社に変える! 2代目女性社長の号泣戦記』（著者:石坂典子）（2014年12月12日、ダイヤモンド社）ISBN 978-4478029428[8]
- 『五感経営 産廃会社の娘、逆転を語る』（著者:石坂典子）（2016年9月1日、日経BP社）ISBN 9784822235819
- 『未来教室 どんなマイナスもプラスにできる』（著者:石坂典子）（2017年6月21日、PHPエディターズ・グループ）ISBN 9784569786735